# Scylaticus midas
Scylaticus midas là một loài ruồi trong họ Asilidae. Scylaticus midas được Londt miêu tả năm 1992. Loài này phân bố ở vùng nhiệt đới châu Phi.